# Catedral de la Inmaculada Concepción (Pella)
La Catedral de la Inmaculada Concepción (en inglés: Cathedral of the Immaculate Conception) es el nombre que recibe un edificio religioso que pertenece a la Iglesia Católica y que está ubicado en la localidad de Pella en la región de Namakwa de la Provincia Septentrional del Cabo o provincia del Cabo Norte (Northern Cape o  Noord-Kaap) en Sudáfrica, cerca de la frontera con la vecina Namibia.
Destaca pues constituye la sede del obispo de la diócesis de Keimoes-Upington (Dioecesis Keimoesanus-Upingtonensis) que fue creada en 1951 por la bula Suprema Nobis del papa Pío XII.
Los trabajos para su construcción finalizaron en 1872 y sigue el rito romano o latino.